# العلاقات الألمانية القبرصية
العلاقات الألمانية القبرصية هي العلاقات الثنائية التي تجمع بين ألمانيا وقبرص.

## مقارنة بين البلدين
هذه مقارنة عامة ومرجعية للدولتين:
| وجه المقارنة                                              | ألمانيا                                                                              | قبرص                                                                 |
| --------------------------------------------------------- | ------------------------------------------------------------------------------------ | -------------------------------------------------------------------- |
| المساحة (كم2)                                             | 357.41 ألف                                                                           | 9.24 ألف                                                             |
| عدد السكان (نسمة)                                         | 81.29 مليون                                                                          | 1.14 مليون                                                           |
| الكثافة السكانية (ن./كم²)                                 | 227.44                                                                               | 123.38                                                               |
| العاصمة                                                   | بون، برلين                                                                           | نيقوسيا                                                              |
| اللغة الرسمية                                             | اللغة الألمانية                                                                      | اليونانية الحديثة، اللغة التركية، لغة يونانية                        |
| العملة                                                    | يورو، مارك ألماني                                                                    | يورو، جنيه قبرصي                                                     |
| الناتج المحلي الإجمالي (بليون دولار)                      | 3.68 تريليون                                                                         | 21.65 مليار                                                          |
| الناتج المحلي الإجمالي (تعادل القوة الشرائية) بليون دولار | 3.92 تريليون                                                                         | 26.73 مليار                                                          |
| الناتج المحلي الإجمالي الاسمي للفرد دولار أمريكي          | 41.31 ألف                                                                            | 23.24 ألف                                                            |
| الناتج المحلي الإجمالي للفرد دولار أمريكي                 | 46.40 ألف                                                                            | 30.24 ألف                                                            |
| مؤشر التنمية البشرية                                      | 0.926                                                                                | 0.850                                                                |
| رمز المكالمات الدولي                                      | +49                                                                                  | +357                                                                 |
| رمز الإنترنت                                              | .de                                                                                  | .cy                                                                  |
| المنطقة الزمنية                                           | توقيت وسط أوروبا، ت ع م+01:00، ت ع م+02:00، توقيت أوروبا الوسطى المعياري (ت غ م +1) ‏ | ت ع م+02:00، ت ع م+03:00، توقيت شرق أوروبا، توقيت شرق أوروبا الصيفي ‏ |

## مدن متوأمة
في ما يلي قائمة باتفاقيات التوأمة بين مدن ألمانية وقبرصية:
- ترتبط نيدركاسل مع ليماسول  [لغات أخرى]‏ باتفاقية توأمة منذ 29 مارس 1989.[18][19]
- ترتبط باد كوتستينغ مع Agros, Cyprus [الإنجليزية]‏ باتفاقية توأمة.
- ترتبط شفيرين مع Nicosia Municipality [الإنجليزية]‏ باتفاقية توأمة منذ 1999.[20][20][20][20]

## منظمات دولية مشتركة
يشترك البلدان في عضوية مجموعة من المنظمات الدولية، منها:
| علم المنظمة | اسم المنظمة                               | تاريخ انضمام ألمانيا | تاريخ انضمام قبرص |
| ----------- | ----------------------------------------- | -------------------- | ----------------- |
|             | مؤسسة التمويل الدولية                     | 20 يوليو 1956        | 2 مارس 1962       |
|             | مجموعة أستراليا                           | 1985                 | 2000              |
|             | يونسكو                                    | 11 يوليو 1951        | 6 فبراير 1961     |
|             | مجموعة الموردين النوويين                  | ?                    | ?                 |
|             | مؤسسة التنمية الدولية                     | 24 سبتمبر 1960       | 2 مارس 1962       |
|             | المركز الدولي لتسوية المنازعات الاستشارية | 18 مايو 1969         | 25 ديسمبر 1966    |
|             | وكالة ضمان الاستثمار متعدد الأطراف        | 12 أبريل 1988        | 12 أبريل 1988     |
|             | منظمة حظر الأسلحة الكيميائية              | 29 أبريل 1997        | ?                 |
|             | الاتحاد الدولي للاتصالات                  | 1866                 | 24 أبريل 1961     |
|             | الأمم المتحدة                             | 18 سبتمبر 1973       | 20 سبتمبر 1960    |
|             | منظمة الشرطة الجنائية الدولية             | ?                    | ?                 |
|             | البنك الدولي للإنشاء والتعمير             | 14 أغسطس 1952        | 21 ديسمبر 1961    |
|             | منظمة الأمن والتعاون في أوروبا            | 25 يونيو 1973        | 25 يونيو 1973     |
|             | الفريق المعني برصد الأرض                  | ?                    | ?                 |
|             | الاتحاد البريدي العالمي                   | 1 يوليو 1875         | ?                 |
|             | منظمة التجارة العالمية                    | ?                    | ?                 |
|             | المنظمة الهيدروغرافية الدولية             | ?                    | ?                 |
|             | المنظمة الأوروبية لسلامة الملاحة الجوية   | 1960                 | 1991              |
|             | مجلس أوروبا                               | 13 يوليو 1950        | ?                 |
|             | الاتحاد الأوروبي                          | 25 مارس 1957         | 1 مايو 2004       |

## وصلات خارجية
- موقع وزارة الخارجية الألمانية
- موقع وزارة الخارجية القبرصية